# Markus Henriksen
Pour les articles homonymes, voir Henriksen.
Markus Henriksen, né le 25 juillet 1992 à Trondheim, est un footballeur norvégien évoluant au poste de milieu de terrain pour Rosenborg BK.

## Biographie
Le 31 janvier 2020, il est prêté à Bristol City.

## Statistiques en club
| Saison        | Club         | Championnat | Championnat | Championnat | Europe | Europe |
| Saison        | Club         | Championnat | Matchs      | Buts        | Matchs | Buts   |
| ------------- | ------------ | ----------- | ----------- | ----------- | ------ | ------ |
| 2009          | Rosenborg BK | Norvège     | 3           | 0           | 0      | 0      |
| 2010          | Rosenborg BK | Norvège     | 28          | 7           | 12     | 4      |
| 2011          | Rosenborg BK | Norvège     | 29          | 3           | 6      | 2      |
| 2012-sep 2012 | Rosenborg BK | Norvège     | 18          | 1           | 7      | 0      |
| 2012-2013     | AZ Alkmaar   | Pays-Bas    | 29          | 3           | -      | -      |
| 2013-2014     | AZ Alkmaar   | Pays-Bas    | 26          | 2           | 5      | 0      |
| 2014-2015     | AZ Alkmaar   | Pays-Bas    | 22          | 7           | -      | -      |
| 2015-2016     | AZ Alkmaar   | Pays-Bas    | 28          | 12          | 9      | 4      |
| 2016-2017     | Hull City    | Angleterre  | 20          | 1           | -      | -      |
| 2017-2018     | Hull City    | Angleterre  | 33          | 2           | -      | -      |
| 2018-2019     | Hull City    | Angleterre  | 39          | 2           | -      | -      |
| Total         | Total        | Total       | 275         | 40          | 39     | 10     |

## Sélection
- Norvège : 45 sélections et trois buts (au 10 mai 2019)
- Première sélection le 12 octobre 2010 : Croatie - Norvège (2-1)

## Palmarès
Rosenborg BK
- Champion de Norvège (2) : 2009, 2010

 AZ Alkmaar
- Vainqueur de la Coupe des Pays-Bas : 2013